# Куколевский, Иван Иванович
Иван Иванович Куколе́вский (1878—1960) — русский и советский учёный в области гидромашиностроения. Заслуженный деятель науки и техники РСФСР (1933). Лауреат Сталинской премии второй степени (1943).

## Биография
Родился в Твери 17 (29) октября 1878 года в семье секретаря Тверского отделения Государственного банка. Сначала окончил Костромское реальное училище, затем, со званием инженера-механика — Московское техническое училище (1902). Работал в училище, сначала лаборантом, а с 1904 года — преподавателем.  С 1917 года — профессор кафедры компрессоров и вентиляторов Московского высшего технического училища.
Считается[кем?] основателем кафедры гидромеханики, гидромашин и гидропневмоавтоматики Московского Государственного Технического университета имени Н. Э. Баумана, носящей его имя. Кафедра существует с 1904 года.
В 1912 году появились первые в России работы по теории центробежных и поршневых насосов, автором которых был И. И. Куколевский. Под его руководством были разработаны новые типы насосов и гидротурбин, а также проведены исследования насосных, холодильных, паровых и гидроэлектрических установок.
В 1916 году под его редакцией вышли два выпуска «Сборника нормалей деталей машин, расчетных таблиц и номограмм», переизданные в 1922 году.
В 1920—1922 годах он руководил работой по обследованию водоснабжения московского железнодорожного узла. Был арестован 17 августа 1922 года. Однако в связи с ходатайством председателя Президиума ВСНХ П. А. Богданова по решению зам. председателя ГПУ И. С. Уншлихта его высылка за границу была сначала приостановлена, а потом совсем отменена и он был освобождён. С 1927 года он состоял экспертом ВСНХ по оборудованию ряда гидроэлектростанций. Также он был консультантом на Московском насосном заводе, который осваивал производство первых отечественных насосов и гидротурбин.
И. И. Куколевский руководил Научно-исследовательским институтом гидромашиностроения.
Умер И. И. Куколевский 1 февраля 1960 года.
Во время Великой Отечественной войны от раны в живот, полученной на фронте под Москвой, и, возможно, из-за отсутствия квалифицированной медицинской помощи умер его сын Анатолий. И. И. Куколевский передал в Фонд обороны на обустройство госпиталей Сталинскую премию, которой он был удостоен в марте 1943 года.

## Награды и премии
- Орден Ленина (5 ноября 1944) — за выдающиеся заслуги в деле подготовки специалистов для народного хозяйства и культурного строительства

- Сталинская премия II степени (22 марта 1943) — за многолетние выдающиеся работы в области науки и техникии
- Заслуженный деятель науки и техники РСФСР (1933)
- Орден Ленина

## Сочинения
- «Водяные турбины». (Атлас чертежей турбинных установок). — М.-Л., 1937
- «Насосные машины городского водоснабжения». — М., 1909
- «Гидравлический удар в простом трубопроводе» в книге «Гидромашиностроение». — М., 1949